# بريت وودز
بريت وودز (بالإنجليزية: Brett Woods)‏ هو لاعب كرة قدم أسترالي، ولد في 4 أبريل 1963. شارك مع منتخب أستراليا لكرة القدم. أما مع النوادي، فقد لعب مع نادي سيدني يونايتد 58.